# Géza Fejérváry
Géza Baron Fejérváry von Komlós-Keresztes (* 15. März 1833 in Josefstadt, Böhmen; † 25. April 1914 in Wien) war General, Politiker und 1905/06 Ministerpräsident Ungarns.

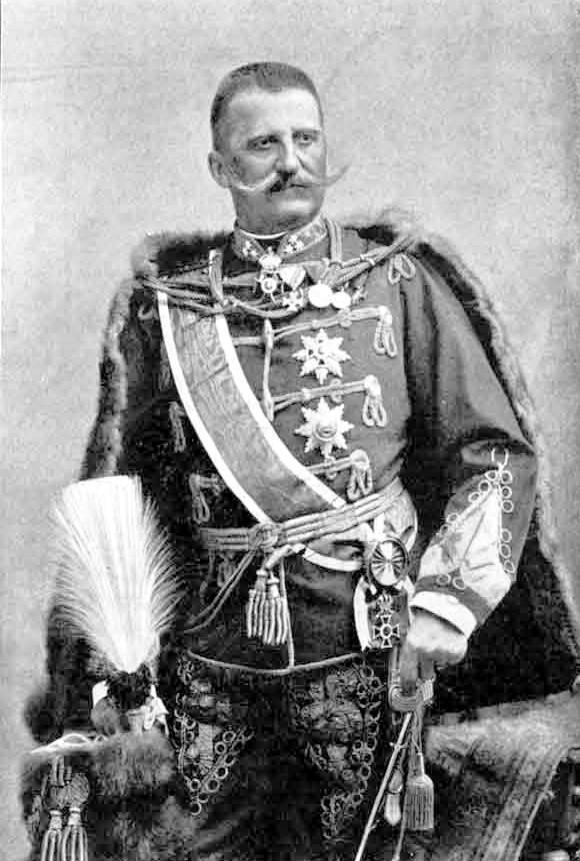
Géza Fejérváry, 1894

## Leben
Fejérváry absolvierte die Theresianische Militärakademie und wurde 1851 Leutnant. Er war als Hauptmann des Generalstabs Teilnehmer an der Schlacht von Solferino wofür er mit dem Maria-Theresia-Orden ausgezeichnet wurde. 1864 leitete er das 6. Infanterieregiment im Krieg gegen Dänemark. 1868 wurde er Oberstleutnant. 1872 bis 1884 diente er als Staatssekretär im Honvéd-Ministerium und anschließend bis 1903 im ungarischen Landesverteidigungsministerium. 1875 wurde Freiherr Fejérváry zum Baron ernannt und Mitglied des ungarischen Magnatenhauses. Seit 1882 trug er auch den Titel Geheimer Rat. Im Jahre wurde Fejérváry 1903 Landesverteidigungsminister Ungarns, der sich erfolgreich um den Ausbau der Honvéd-Landwehr kümmerte. Zusätzlich war er Kommandant der ungarischen Leibgarde.

### Ministerpräsident
Bei den ungarischen Parlamentswahlen 1905 verlor die Liberale Partei zum ersten Mal seit dem Ausgleich 1867 ihre Mehrheit, die Unabhängigkeitspartei unter Franz Kossuth führte eine parlamentarische Mehrheit an. Streitpunkt zwischen dem Thron und der Opposition war vor allem die Abschaffung der deutschen Kommandosprache in der Gemeinsamen Armee.
Als Regierungschef einer Beamtenregierung am 18. Juni 1905 von König Ferenc József eingesetzt, stand Fejérváry einer Mehrheit von Oppositionsparteien im Budapester Reichstag gegenüber. Die Opposition bezeichnete die Regierung als verfassungswidrig, weil sie keiner parlamentarischen Mehrheit entsprang (→Ungarische Krise (1905)). Daher regierte Fejérváry mit Hilfe des Königs, der das Parlament mehrmals vertagte, am Parlament vorbei. Die Opposition rief daraufhin den „nationalen Widerstand“ gegen die „Gendarmenregierung“ aus, Rekrutierungen und Steuerzahlungen wurden in vielen Komitaten verweigert. Fejérváry bot seine sofortige Demission an, was vom König aber abgelehnt wurde.
Innenminister Jósef Kristóffy, der eigentliche Kopf des Kabinetts, nahm daraufhin Verhandlungen mit den Sozialdemokraten und Linksliberalen auf, denen er Reformen beim Wahlrecht und im sozialpolitischen Bereich in Aussicht stellte. Das von Fejérváry geplante allgemeine Wahlrecht gefährdete jedoch die Machtstellung der nationalen aristokratischen magyarischen Elite. Ein explosives innenpolitisches Klima entstand, im Wiener Kriegsministerium wurden von General Beck Pläne entwickelt („Fall U“ für Ungarn) einen möglichen Aufstand in Ungarn mit Gewalt niederzuschlagen. Am 19. Februar 1906 ließen Franz Joseph und Fejérváry sogar das Parlamentsgebäude durch die Honvéd militärisch besetzen. 
Die Stimmung in Bevölkerung und Beamtenschaft richtete sich aber allmählich gegen die Opposition und schließlich einigte man sich auf den Kompromisskandidat Sándor Wekerle als neuen Premier, weshalb Fejérváry am 8. April 1906 schließlich zurücktrat.
Im ungarischen Magnatenhaus war er Mitglied auf Lebenszeit. Ausgezeichnet wurde er auch mit dem Großkreuz des k.u. Sankt Stephans-Orden.